# Bradley Mark
Bradley Mark (nascido em 26 de fevereiro de 1957) é um atleta paralímpico australiano que compete na modalidade tiro esportivo e já representou a Austrália em duas edições dos Jogos Paralímpicos de Verão, em 2012 e 2016. Foi medalha de ouro no mundial da mesma modalidade em 2011. É aluno bolsista da Academia de Esportes de Queensland.

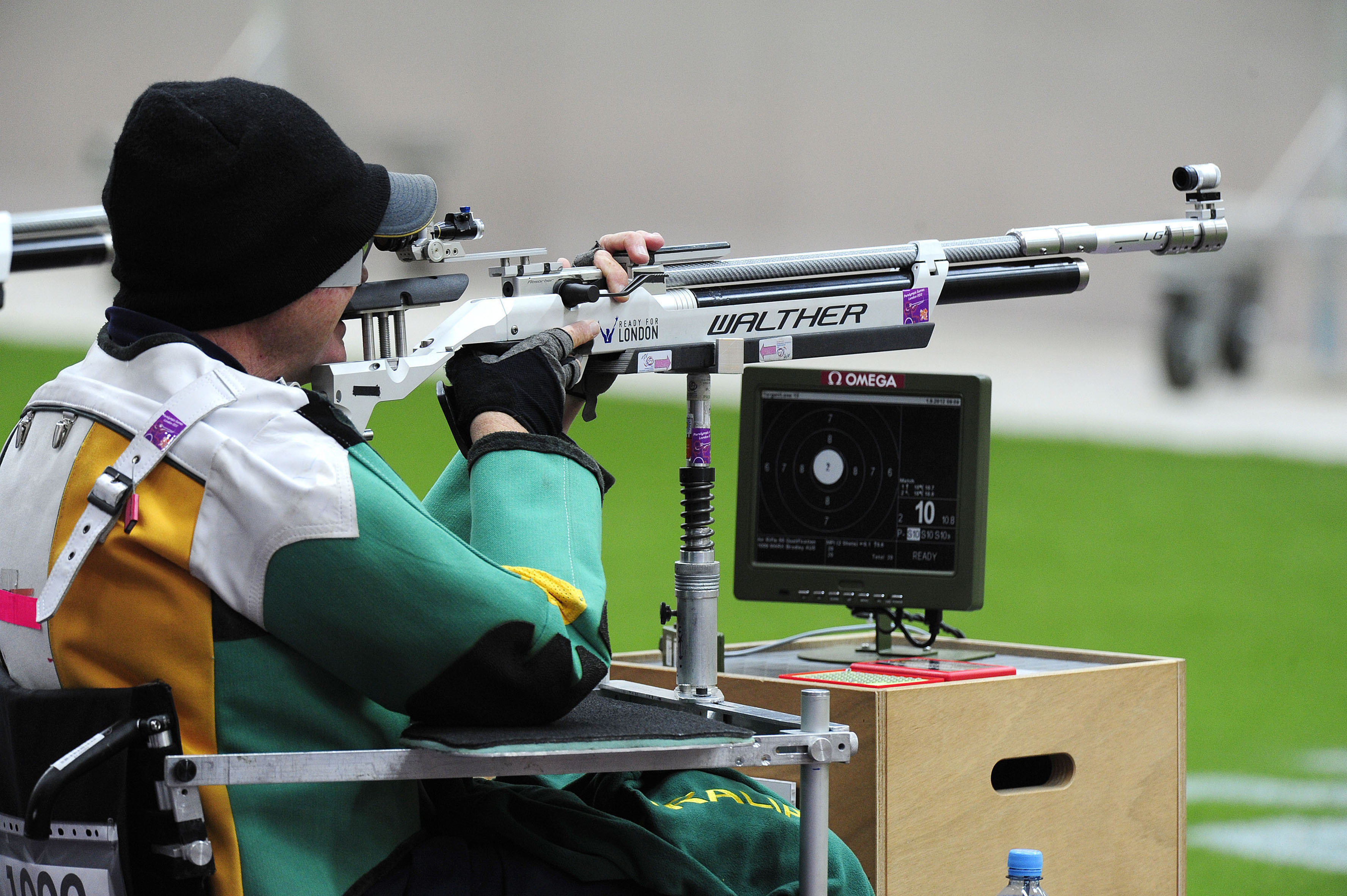
Bradley Mark atirando durante os Jogos Paralímpicos de Londres 2012.